# Neukirch (bei Königsbrück)
Pour les articles homonymes, voir Neukirch.
Neukirch est une commune de Saxe (Allemagne), située dans l'arrondissement de Bautzen, dans le district de Dresde.